# 黄村镇 (蒙山县)
黄村镇，是中华人民共和国广西壮族自治区梧州市蒙山县下辖的一个乡镇级行政单位。

## 行政区划
黄村镇下辖以下地区：
平原村、百合村、明觉村、黄村、林秀村、道冲村、新开村、六埠村、朋汉村和大化村。